# Rosa iberica
Rosa iberica — вид рослин з родини розових (Rosaceae); поширений у північному Кавказі й Західній Азії.

## Опис
Це компактний кущ, який може виростати до 2 м у висоту. Плід шипшини довгастий, оранжевий, шкірочка червона.

## Поширення
Поширений у північному Кавказі, Азербайджані, Вірменії, Грузії, Туреччині (у т. ч. європейській), Туркменістані, Ірані, Іраку.